# Hagåtña River
Hagåtña River är ett vattendrag i Guam (USA). Det ligger i kommunen Hagåtña, i den centrala delen av Guam. Den mynnar ut i Hagåtña Bay.